# Hyadesia maxima
Hyadesia maxima is een mijtensoort uit de familie van de Hyadesiidae. De wetenschappelijke naam van de soort is voor het eerst geldig gepubliceerd in 1983 door Fain, Somme & Block.